# Zuzanna Szadkowski
Zuzanna Szadkowski est une actrice américano-polonaise née le 22 octobre 1978 à Varsovie, (Pologne). Elle est connue pour avoir joué le rôle de Dorota dans la série américaine Gossip Girl.
Zuzanna Szadkowski a été  diplômée en 1997 de R. Nelson Snider High School, à Fort Wayne, Indiana. Elle a étudié au Barnard College de New York et a ensuite obtenu une maîtrise à l'Art Institute for Advanced, formation théâtrale à l'Université Harvard / MXAT.
Elle a travaillé au théâtre à New York, au niveau régional (administration Robert Woodruff, Sam Weisman, Marcus Stern) et à Varsovie et Moscou.

## Filmographie

### Télévision
- 2006 : New York, section criminelle : Aller simple pour l'enfer (saison 5 épisode 12) : Trina
- 2007 : Les Soprano : Elzbieta
  - Chez les Soprano (saison 6 épisode 13)
  - Bon débarras (saison 6 épisode 18)
- 2007-2012 : Gossip Girl : Dorota Kishlovsky
- 2007 : New York, section criminelle : Cœurs solitaires (saison 7 épisode 1) : Olga
- 2009 : Haine et Passion : Sœur Angelica
- 2014-2015 : The Knick : Infirmière Pell
- 2015 : Elementary : La Fleur du mal (saison 3 épisode 10) : Miranda Jantzen
- 2015 : Girls : Priya
- 2016 : The Good Wife : Rendre les armes (saison 7 épisode 17) : Gloria Beattie
- 2021 : Gossip Girl : Dorota Kishlovsky

## Voix françaises
- Dorothée Jemma dans :
  - Gossip Girl (2007-2012)
  - Elementary (2015)
  - Gossip Girl (2021)

- Margaretta Bluet dans The Knick (2014-2015)